# Nowe
Nowe is een stad in het Poolse woiwodschap Koejavië-Pommeren, gelegen in de powiat Świecki. De oppervlakte bedraagt 3,4 km², het inwonertal 6270 (2005).

## Verkeer en vervoer
- Station Nowe

## Geboren
- Bronisław Malinowski (1951-1981), hardloper